# 35-та поліційна гренадерська дивізія СС
35-та гренадерська дивізія СС і поліції — гренадерська дивізія у складі військ Ваффен-СС, що брала участь у бойових діях під час Другої світової Війни.

## Історія з'єднання
У роки війни Гіммлер, який мав практично абсолютну владу над німецькою поліцією, створював різні підрозділи військ СС із службовців поліції і примушував практично всіх офіцерів поліції до вступу в організацію СС. У 1943—1944 рр. головне управління поліції було змушене погодитися на передачу різних поліцейських частин до складу військ СС. До кінця війни з'явилося більше 30 поліцейських полків СС, які продовжували носити форму поліції порядку, але підпорядковувалися безпосередньо офіцерам СС. Крім них в 1945 році було створено велику кількість фронтових частин поліції, які існували лише кілька місяців.
Однією з таких частин стала поліцейська бригада СС «Вірт», в її складі було два поліцейських полки особливого призначення (1-й і 2-й). Після боїв на Одерському фронті бригада, виведена в тил, в кінці лютого 1945 року була розгорнута в 35-ту дивізію СС. Для укомплектування дивізії були використані слухачі Дрезденської поліцейської школи і рота юнкерів з офіцерської школи СС в Брауншвейгу. На початку березня зі складу дивізії була створена бойова група «Турм». Група була послана на фронт, а інша частина дивізії продовжила формування. Бойова група, мабуть, була розбита в боях, і 16 березня до складу дивізії для поповнення були передані 14-й, 29-й і 30-й поліцейські полки СС. Разом з XL армійським корпусом полки цієї дивізії билися у Піннов, Ямліца і Лі-Бероз. Потім вони відступили до Гросс-Лейтену, а пізніше в район Бухольц. 6 квітня 1945 року поліцейські полки отримали порядкові номери військ СС. В кінці квітня частини дивізії потрапили в котел під Гальбе. При спробах прориву дивізія була практично знищена, а її залишки полонені Червоною армією.

## Командири дивізії
- Штандартенфюрер СС Рюдігер Піпкорн (1 березня — 25 квітня 1945)

## Райони бойових дій
- Німеччина (Берлін) (березень — травень 1945).

## Склад дивізії
- 89-й Гренадерський Полк СС і Поліції
- 90-й Гренадерський Полк СС і Поліції
- 91-й Гренадерський Полк СС і Поліції
- 35-й Артилерійський Полк СС і Поліції
- 35-й Протитанковий Батальйон СС і Поліції
- 35-й Саперний Батальйон СС і Поліції
- 35-й Батальйон зв'язку СС і Поліції
- 35-й Батальйон фузілерів СС і Поліції